# Thermopteryx rubrifusa
Thermopteryx rubrifusa är en fjärilsart som beskrevs av George Francis Hampson 1912. Thermopteryx rubrifusa ingår i släktet Thermopteryx och familjen mott. Inga underarter finns listade i Catalogue of Life.